# Estadio Ellakuri
El estadio municipal de Ellakuri, con capacidad para 2550 personas e inaugurado en 1978, es un estadio municipal situado en la localidad de Llodio (Álava). Es el terreno de juego del C.D. Laudio y el filial de la S.D. Eibar, el C.D. Vitoria. Cada año suele ser la meta del Cross Internacional Valle de Llodio.

## Historia
Con capacidad para 2550 personas, fue inaugurado en 1978 con una semifinal del Torneo San Roque, aunque la inauguración oficial se produjo en 1980 con un partido entre el Club Atlético Osasuna y el Deportivo Alavés.
Antiguamente los anteriores equipos de fútbol de Llodio disputaron sus partidos en el desaparecido campo de Altzarrate o en el terreno de juego donde actualmente entrenan todas las categorías del Club Deportivo Laudio, San Martín. Sin embargo, el Club Deportivo Salleko Lagunak disputó su única temporada en Tercera División (2001/02) en el abandonado campo de San Juan Bautista.
En 2010 se realizó una remodelación que incluyó la colocación de una pista de atletismo homologada, la reforma de vestuarios y algunos accesos y terminó con la readaptación de la tribuna general a las normas de seguridad vigentes.
En 2017 el terreno de juego de hierba natural fue sustituido por uno de hierba artificial, por su mejor conservación y rentabilidad económica.
Para la temporada 2018-2019, el filial de la S.D. Eibar, el C.D. Vitoria (2ªB), disputará en Ellakuri sus partidos como local.